# Fernando José Marques Maciel
Fernando José Marques Maciel, mais conhecido apenas como Fernandinho (São Luís, 19 de julho de 1997), é um futebolista brasileiro que atua como ponta-direita. Atualmente joga no Ceará.

## Carreira

### Sampaio Corrêa
Nascido em São Luís, Maranhão, Fernandinho foi um dos destaques na campanha histórica do Sampaio Corrêa na Copa São Paulo de Futebol Júnior de 2016, sendo sondado por diversos clubes do Brasil inteiro, mas prosseguiu sua carreira no Sampaio Corrêa. Sua estreia no profissional aconteceu em 24 de janeiro, em uma vitória fora de casa por 2–0 sobre o Araioses, pelo Campeonato Maranhense.
Seu primeiro gol como profissional aconteceu em 22 de novembro, em uma derrota fora de casa por 2–1 para o Goiás, marcando o único gol do Sampaio Corrêa na partida, pelo Campeonato Brasileiro - Série B.

### Noroeste
Em 10 de março de 2017, Fernandinho teve seu contrato rescindido com o Sampaio Corrêa. Após entrar pela segunda vez em litígio com o time, o jogador conseguiu uma liminar e teve seu desligamento publicado no Boletim Informativo Diário (BID) da CBF, em seguida assinando com o Noroeste. Fez sua estreia em 19 de março, entrando como titular em uma derrota fora de casa para o Olímpia por 1–0, pelo Campeonato Paulista - Série A3.
Seu primeiro gol aconteceu em 2 de abril, em uma vitória fora de casa sobre o São José dos Campos por 3–1.

### Ponte Preta
Em 3 de maio de 2017, foi confirmado o empréstimo de Fernandinho à Ponte Preta.

### Internacional
Em meados de 2017, Fernandinho foi emprestado ao sub-23 do Internacional, onde foi campeão do Campeonato Brasileiro de Aspirantes.

### Retorno ao Noroeste
Em 19 de março de 2018, após empréstimos à Ponte Preta e ao Internacional, Fernandinho retornou ao Noroeste. Fez sua reestreia em 31 de março, em um empate em casa com o Atibaia por 0–0, pela Campeonato Paulista - Série A3.

### Bahia
Em 17 de maio de 2018, o Bahia acertou a contratação de Fernandinho incialmente à equipe sub-23. Porém, treinou com a equipe profissional em muitas ocasiões, sua estreia oficial aconteceu em 3 de junho, em uma derrota em casa para o Grêmio por 2–0, pelo Campeonato Brasileiro.

### Joinville
Em 13 de dezembro de 2019, foi anunciado o empréstimo de Fernandinho ao Joinville, com o vínculo com o time catarinense até o fim da temporada de 2020. Sua estreia aconteceu em 23 de janeiro de 2020, entrando como titular em uma vitória por 1 a 0 em casa sobre o Tubarão, pelo Campeonato Catarinense. Fez seu primeiro gol em 26 de janeiro, quando sua equipe foi derrotada em uma goleada por 5–4 fora de casa pelo Brusque.

### Chapecoense
Após as boas atuações no Campeonato Catarinense com o Joinville, Fernandinho chamou a atenção da diretoria do Chapecoense. Em 3 de junho de 2020, foi anunciada a contratação de Fernandinho pela Chapecoense por empréstimo até o final da temporada. O Joinville foi notificado da negociação entre Bahia e Chapecoense, mas não conseguiu cobrir a proposta. Pela vitrine, o Joinville tem direito a 10% da transferência. Os valores, no entanto, não foram revelados.
Em 17 de fevereiro de 2021, Fernandinho renovou em definitivo com a Chapecoense até o final do ano. Estreou pela equipe catarinense apenas em 21 de fevereiro, entrando como substituto em um empate em casa por 1 a 1 com o seu ex-clube Joinville, sendo derrotada nos pênaltis por 5 a 3, pela Recopa Catarinense.

### Juárez
No dia 27 de agosto de 2021, foi oficializada a contratação de Fernandinho para o clube mexicano Juárez, assinando um contrato de três temporadas.

### Brusque
Sem espaço no Juárez, no dia 23 de dezembro de 2021, Fernandinho foi anunciado pelo Brusque, com um contrato válido até o final de 2022. Sua estreia pelo time quadricolor aconteceu no dia 27 de janeiro do ano seguinte, entrando como substituto no empate em casa pro Camboriú por 0–0 no Campeonato Catarinense. Seu primeiro gol aconteceu contra o seu ex-clube Chapecoense, marcando o gol da virada em uma vitória fora de casa por 3–1.

### Goiás
No dia 28 de dezembro de 2022, Fernandinho foi anunciado como o novo reforço do Goiás para a temporada 2023. No entanto, o atacante disputou apenas dois jogos pelo clube e rescindiu seu contrato com o clube em 19 de janeiro de 2023 após se transferir para o Mirassol.

### Mirassol
Em 19 de janeiro de 2023, o Mirassol anunciou a contratação de Fernandinho, se tornando o 18° reforço para a temporada. Sua estreia pelo clube aconteceu no dia 22 de janeiro, entrando como substituto em um empate fora de casa por 1–1 com o Botafogo-SP, pelo Campeonato Paulista. Seu primeiro gol pelo clube aconteceu no dia 26 de janeiro, onde o clube venceu o São Bernardo por 4–1. Após o fim da temporada, renovou o seu contrato com o Mirassol até o fim de 2024.
Em 2024, Fernandinho viveu o melhor momento da sua carreira: Na temporada inteira, o atleta disputou 45 jogos, marcou cinco gols e cedeu cinco assistências. Dentre essas, 34 partidas da Série B, sendo titular em 33 jogos, e marcou cinco gols, além de distribuir três assistências. Ele foi fundamental na campanha histórica do clube que assegurou o inédito acesso para a Série A de 2025. Seu desempenho foi crucial para o técnico Mozart Santos, sendo uma peça importante ao longo do torneio.

### Ceará
No dia 12 de dezembro de 2024, o Ceará anunciou a contratação de Fernandinho, com um contrato válido até o final de 2026.

## Estatísticas
Atualizado até 24 de novembro de 2024.

### Clubes
| Equipe            | Temporada         | Campeonato nacional | Campeonato nacional | Campeonato nacional | Copa nacional[a] | Copa nacional[a] | Copa nacional[a] | Competições continentais[b] | Competições continentais[b] | Competições continentais[b] | Outros torneios[c] | Outros torneios[c] | Outros torneios[c] | Total | Total | Total   |
| Equipe            | Temporada         | Jogos               | Gols                | Assist.             | Jogos            | Gols             | Assist.          | Jogos                       | Gols                        | Assist.                     | Jogos              | Gols               | Assist.            | Jogos | Gols  | Assist. |
| ----------------- | ----------------- | ------------------- | ------------------- | ------------------- | ---------------- | ---------------- | ---------------- | --------------------------- | --------------------------- | --------------------------- | ------------------ | ------------------ | ------------------ | ----- | ----- | ------- |
| Sampaio Corrêa    | 2016              | 7                   | 1                   | 0                   | —                | —                | —                | —                           | —                           | —                           | 3                  | 0                  | 0                  | 10    | 1     | 0       |
| Sampaio Corrêa    | 2017              | —                   | —                   | —                   | —                | —                | —                | —                           | —                           | —                           | 3                  | 0                  | 0                  | 3     | 0     | 0       |
| Sampaio Corrêa    | Total             | 7                   | 1                   | 0                   | 0                | 0                | 0                | 0                           | 0                           | 0                           | 6                  | 0                  | 0                  | 13    | 1     | 0       |
| Noroeste          | 2017              | —                   | —                   | —                   | —                | —                | —                | —                           | —                           | —                           | 9                  | 1                  | 0                  | 9     | 1     | 0       |
| Noroeste          | 2018              | —                   | —                   | —                   | —                | —                | —                | —                           | —                           | —                           | 2                  | 0                  | 0                  | 2     | 0     | 0       |
| Noroeste          | Total             | 0                   | 0                   | 0                   | 0                | 0                | 0                | 0                           | 0                           | 0                           | 11                 | 1                  | 0                  | 11    | 1     | 0       |
| Ponte Preta       | 2017              | 0                   | 0                   | 0                   | —                | —                | —                | —                           | —                           | —                           | —                  | —                  | —                  | 0     | 0     | 0       |
| Ponte Preta       | Total             | 0                   | 0                   | 0                   | 0                | 0                | 0                | 0                           | 0                           | 0                           | 0                  | 0                  | 0                  | 0     | 0     | 0       |
| Internacional     | 2017              | 0                   | 0                   | 0                   | —                | —                | —                | —                           | —                           | —                           | —                  | —                  | —                  | 0     | 0     | 0       |
| Internacional     | 2018              | —                   | —                   | —                   | —                | —                | —                | —                           | —                           | —                           | 0                  | 0                  | 0                  | 0     | 0     | 0       |
| Internacional     | Total             | 0                   | 0                   | 0                   | 0                | 0                | 0                | 0                           | 0                           | 0                           | 0                  | 0                  | 0                  | 0     | 0     | 0       |
| Internacional B   | 2017              | 7                   | 3                   | 0                   | —                | —                | —                | —                           | —                           | —                           | 0                  | 0                  | 0                  | 7     | 3     | 0       |
| Internacional B   | Total             | 7                   | 3                   | 0                   | 0                | 0                | 0                | 0                           | 0                           | 0                           | 0                  | 0                  | 0                  | 7     | 3     | 0       |
| Bahia             | 2018              | 2                   | 0                   | 0                   | —                | —                | —                | —                           | —                           | —                           | —                  | —                  | —                  | 2     | 0     | 0       |
| Bahia             | 2019              | —                   | —                   | —                   | —                | —                | —                | —                           | —                           | —                           | 1                  | 0                  | 0                  | 1     | 0     | 0       |
| Bahia             | Total             | 2                   | 0                   | 0                   | 0                | 0                | 0                | 0                           | 0                           | 0                           | 1                  | 0                  | 0                  | 3     | 0     | 0       |
| Joinville         | 2020              | —                   | —                   | —                   | —                | —                | —                | —                           | —                           | —                           | 9                  | 2                  | 1                  | 9     | 2     | 1       |
| Joinville         | Total             | 0                   | 0                   | 0                   | 0                | 0                | 0                | 0                           | 0                           | 0                           | 9                  | 2                  | 1                  | 9     | 2     | 1       |
| Chapecoense       | 2020              | 0                   | 0                   | 0                   | —                | —                | —                | —                           | —                           | —                           | —                  | —                  | —                  | 0     | 0     | 0       |
| Chapecoense       | 2021              | 15                  | 0                   | 0                   | 2                | 0                | 0                | —                           | —                           | —                           | 16                 | 2                  | 3                  | 33    | 2     | 3       |
| Chapecoense       | Total             | 15                  | 0                   | 0                   | 2                | 0                | 0                | 0                           | 0                           | 0                           | 16                 | 2                  | 3                  | 33    | 2     | 3       |
| Juárez            | 2021–22           | 3                   | 0                   | 1                   | —                | —                | —                | —                           | —                           | —                           | —                  | —                  | —                  | 3     | 0     | 1       |
| Juárez            | Total             | 3                   | 0                   | 1                   | 0                | 0                | 0                | 0                           | 0                           | 0                           | 0                  | 0                  | 0                  | 3     | 0     | 1       |
| Brusque           | 2022              | 28                  | 1                   | 2                   | —                | —                | —                | —                           | —                           | —                           | 15                 | 5                  | 1                  | 43    | 6     | 3       |
| Brusque           | Total             | 28                  | 1                   | 2                   | 0                | 0                | 0                | 0                           | 0                           | 0                           | 15                 | 5                  | 1                  | 43    | 6     | 3       |
| Goiás             | 2023              | —                   | —                   | —                   | —                | —                | —                | —                           | —                           | —                           | 2                  | 0                  | 0                  | 2     | 0     | 0       |
| Goiás             | Total             | 0                   | 0                   | 0                   | 0                | 0                | 0                | 0                           | 0                           | 0                           | 2                  | 0                  | 0                  | 2     | 0     | 0       |
| Mirassol          | 2023              | 31                  | 1                   | 2                   | —                | —                | —                | —                           | —                           | —                           | 13                 | 1                  | 0                  | 44    | 2     | 2       |
| Mirassol          | 2024              | 34                  | 5                   | 4                   | —                | —                | —                | —                           | —                           | —                           | 11                 | 0                  | 1                  | 45    | 5     | 5       |
| Mirassol          | Total             | 65                  | 6                   | 6                   | 0                | 0                | 0                | 0                           | 0                           | 0                           | 24                 | 1                  | 1                  | 89    | 7     | 7       |
| Ceará             | 2025              | 0                   | 0                   | 0                   | 0                | 0                | 0                | —                           | —                           | —                           | 0                  | 0                  | 0                  | 0     | 0     | 0       |
| Ceará             | Total             | 0                   | 0                   | 0                   | 0                | 0                | 0                | 0                           | 0                           | 0                           | 0                  | 0                  | 0                  | 0     | 0     | 0       |
| Total na carreira | Total na carreira | 124                 | 11                  | 9                   | 2                | 0                | 0                | 0                           | 0                           | 0                           | 84                 | 11                 | 6                  | 217   | 22    | 15      |

- a. ^ Jogos da Copa do Brasil
- b. ^ Jogos da Copa Sul-Americana
- c. ^ Jogos de campeonatos estaduais e regionais

## Títulos
Internacional
- Campeonato Brasileiro de Aspirantes: 2017

Bahia
- Campeonato Baiano: 2019

Joinville
- Copa Santa Catarina: 2020

Chapecoense
- Campeonato Catarinense: 2020
- Campeonato Brasileiro - Série B: 2020

Brusque
- Campeonato Catarinense: 2022

Ceará
- Campeonato Cearense: 2025[43]